# Safety (film)
 (décembre 2023).
Pour plus de détails, voir Fiche technique et Distribution.
Safety est un film américain réalisé par Reginald Hudlin et sorti en 2020 sur le service Disney+.

## Fiche technique
Sauf indication contraire, les informations mentionnées dans cette section peuvent être confirmées par la base de données cinématographiques IMDb,  présente dans la section « Liens externes ».
- Titre original et français : Safety
- Réalisation : Reginald Hudlin
- Scénario : Nick Santora
- Musique : Marcus Miller
- Directeurs artistiques : Nicole Elespuru
- Décors : Kristie Thompson
- Costumes : Sekinah Brown
- Photographie : Andrew Dunn
- Montage : Jamie Gross
- Production : Mark Ciardi, Gordon Gray
- Sociétés de production : Walt Disney Pictures, Mayhem Pictures, Select Films, The Walt Disney Company
- Sociétés de distribution : Disney+
- Budget : n/a
- Pays de production :  États-Unis
- Langue originale : anglais
- Format : couleur
- Genre : Biographique, drame, sport
- Durée : 122 minutes
- Date de sortie [1] :
  - Monde : 11 décembre 2020 (sur Disney+)

## Distribution
- Jay Reeves (VF : Diouc Koma) : Ray McElrathbey adulte
  - Javien Jackson : Ray McElrathbey jeune
- Thaddeus J. Mixson (VF : Calixte Broisin-Doutaz) : Fahmarr McElrathbey
- Corinne Foxx (VF : Aurélie Konaté) : Kaycee Stone
- Matthew Glave (VF : Serge Biavan) : le coach Tommy Bowden (en)
- James Badge Dale (VF : Pierre Tessier) : le coach Brad Simmons
- Robert Crayton (VF : Frantz Confiac) : le coach Brett Slade
- Hunter Sansone (VF : Hugo Brunswick) : Daniel Morelli
- Miles Burris (en) (VF : Raphaël Cohen) : Keller
- Isaac Bell (VF : Yves Letzelter) : Fresh / Eugene
- Elijah Bell (VF : Baptiste Mège) : Pop / Marcus
- Chris Setticase (VF : Fred Colas) : Tobin
- Stephen Brown : Isaiah
- Luke Tennie (VF : Sourou Ouadodji) : Solomon
- Coco Hillary (VF : Baptiste Marc) : Morrow
- Amanda Warren (VF : Virginie Emane) : Tonya McElrathbey, la mère de Ray
- Robert « IronE » Singleton (VF : Gilles Morvan) : le coach Butch Hassey
- Tom Nowicki (VF : Jean-Christophe Brétignière) : Dr Matthews
- Kylee Brown : Shannon

 Source et légende : version française (VF) sur RS Doublage et carton du doublage français.